# اس سیلوان سیمون
اس سیلوان سیمون (انگلیسی: S. Sylvan Simon؛ ۹ مارس ۱۹۱۰ – ۱۷ مهٔ ۱۹۵۱) یک کارگردان، و تهیه‌کننده اهل ایالات متحده آمریکا بود.